# Corey Feldman

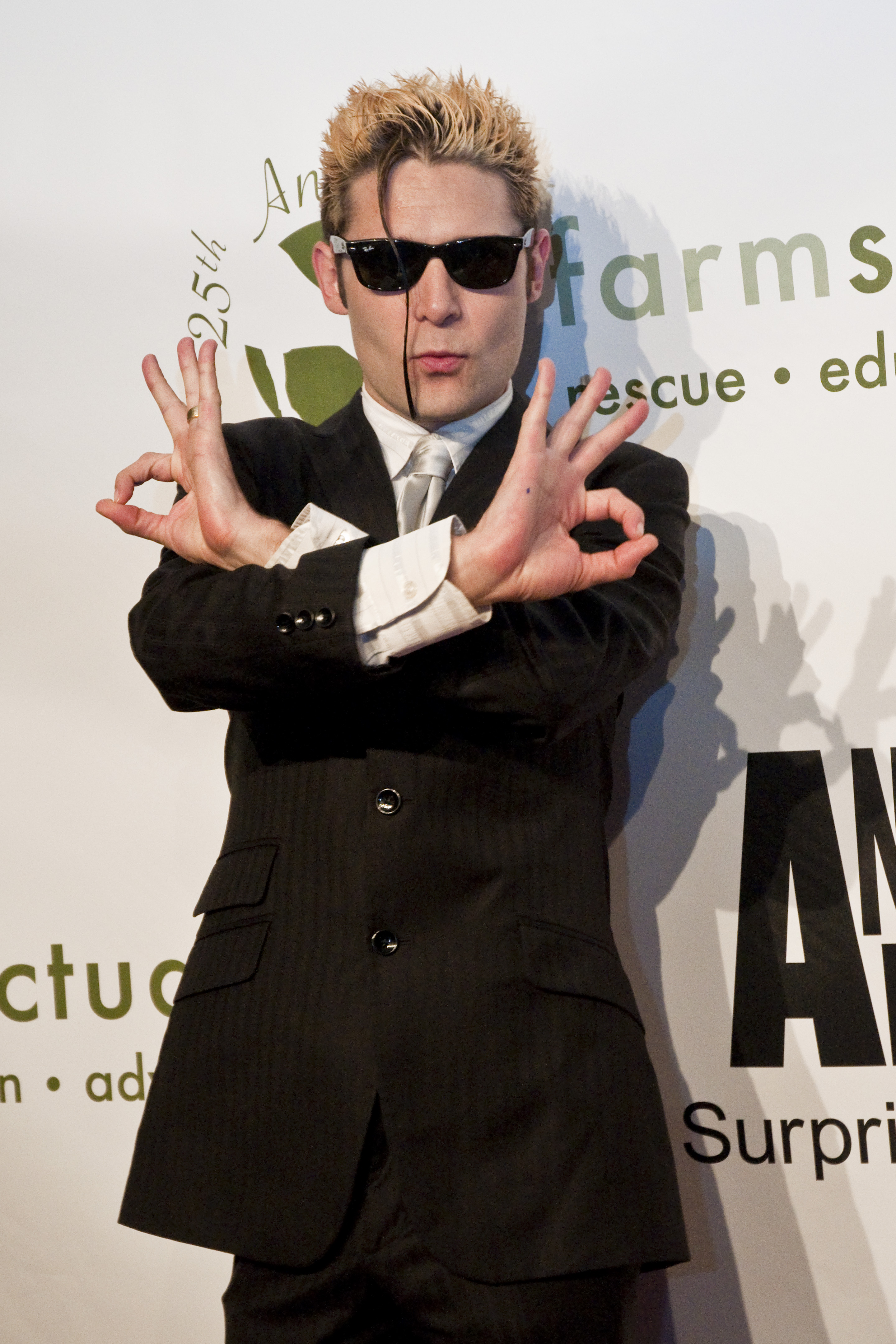
Corey Feldman (2011)

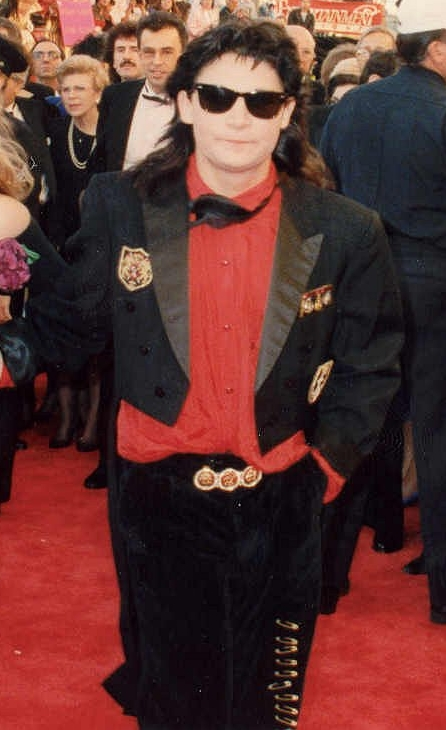
Corey Feldman (1989)

Corey Feldman (Chatsworth, 17 juli 1971) is een Amerikaans acteur en muzikant.
Feldmans moeder was een Playboy-model en zijn vader was een liedjesschrijver. Hij begon eind jaren 70 te acteren in films. Hij kreeg doorgaans rollen als rebelse, eigenwijze jongen en speelde regelmatig samen met Corey Haim. Als volwassene raakte Feldman een tijd in de problemen door het gebruik van drugs, met name heroïne en cocaïne.
Feldman was van 1989 tot en met 1993 getrouwd met Vanessa Marcil. Hij trouwde in 2002 met Susie Sprague. Op 7 augustus 2004 beviel zij van Zen Scott Feldman.

## Filmografie
| - Time after Time (1979) - The Fox and the Hound (1981, stem) - Friday the 13th: The Final Chapter (1984) - Gremlins (1984) - The Goonies (1985) - Friday the 13th: A New Beginning (1985) - Stand by Me (1986) - The Lost Boys (1987) - License to Drive (1988) - Dream a Little Dream (1989) - The 'Burbs (1989) - Rock 'n' Roll High School Forever (1990) - Teenage Mutant Ninja Turtles (1990, stem) - Edge of Honor (1991) - Meatballs 4 (1992) - Blown Away (1992) - The Magic Voyage (1992, stem) - Round Trip to Heaven (1992) - Stepmonster (1993) - National Lampoon's Loaded Weapon 1 (1993) - Teenage Mutant Ninja Turtles III (1993, stem) - National Lampoon's Last Resort (1994) - Lipstick Camera (1994) - Maverick (1994) - Dream a Little Dream 2 (1994) - Voodoo (1995) - A Dangerous Place (1995) | - Bordello of Blood (1996) - South Beach Academy (1996) - Red Line (1996) - Busted (1996) - Evil Obsession (1997) - The Waterfront (1998) - Strip 'n Run (1998) - Storm Trooper (1998) - She's Too Tall (1998) - Born Bad (1999) - The Million Dollar Kid (2000) - Citizen Toxie: The Toxic Avenger IV (2000) - Seance (2001) - My Life as a Troll (2001) - Bikini Bandits (2002) - Dickie Roberts: Former Child Star (2003) - Serial Killing 4 Dummys (2004) - No Witness (2004) - The Birthday (2004) - Puppet master vs. Demonic toys (2004) - Space Daze (2005) - Terror Inside (2007) - Lost Boys: The Tribe (2008) - Cluster (2008) - Hooking Up (2009) - Lost Boys: The Thirst (2010) |

## Trivia
- Feldman is ook te zien in de documentaires Porn Star: The Legend of Ron Jeremy (2001), Mayor of the Sunset Strip (2003) en My Date with Drew (2004).
- Feldman is te zien in de videoclip Last Friday Night (T.G.I.F.) (2011) van Katy Perry
- Feldman was als kind bevriend met Michael Jackson.

- Bibsys: 9002222
- Biblioteca Nacional de España: XX1360935
- Bibliothèque nationale de France: cb14028503g (data)
- Gemeinsame Normdatei: 1027883753
- International Standard Name Identifier: 0000 0000 7824 5666
- Library of Congress Control Number: no97073286
- MusicBrainz: 0a7d2f71-a50f-4b52-8bf6-ffc47bb9940f
- Nationale Bibliotheek van Israël: 987007433717305171
- Nederlandse Thesaurus van Auteursnamen: 073391220
- SNAC: w6vr5t91
- Système universitaire de documentation: 070363803
- Virtual International Authority File: 27266053
- WorldCat: E39PBJcBTJX8tyRmTdcFkQQXh3